# Na ostrzu noża (album)
Na ostrzu noża – debiutancki album solowy polskiego rapera Lukasyno. Wydawnictwo ukazało się 17 listopada 2006 roku nakładem wytwórni muzycznej Waco Records. Materiał został wyprodukowany przez brata rapera Krzysztofa pseud. Kriso.
22 września 2012 roku nakładem wytwórni muzycznej Fonografika ukazało się wznowienie płyty z trzema dodatkowymi utworami.

## Lista utworów
Opracowano na podstawie materiału źródłowego.
1. „Preludium: Non koneksja” (gościnnie: Egon) – 1:09
2. „Nigdy taki jak ty” – 3:50
3. „Pieniądze to nie wszystko” (gościnnie: Egon) – 3:41
4. „Nie ma dymu bez ognia” (gościnnie: Kala) – 3:51
5. „Co zrobisz” (gościnnie: Kala) – 4:18
6. „Teoria spisku” – 3:44
7. „Mój Białystok” (gościnnie: Egon, Don Wu, PKC) – 3:46
8. „Zawsze kwita” (gościnnie: Egon) – 3:18
9. „Tylko gra” (gościnnie: Kala) – 4:00
10. „Puk puk” (gościnnie: Egon) – 3:22
11. „Nie ma cię” (gościnnie: Kala) – 4:27
12. „Rytm ulicy” (gościnnie: Egon, Żaba) – 4:26
13. „Z ręki do ręki” – 3:29
14. „Nie wychodź na ulicę” – 3:26
15. „Ostatnie tango” (gościnnie: Kala) - 4:03
16. „HH na zawsze” (gościnnie: Z Rzutu Bloków) - 3:48
17. „Dam ci moc” (gościnnie: Viza) – 3:22
18. „Wszystko albo nic” – 4:02
19. „Postludium” – 1:50

Utwory dodatkowe (reedycja)
1. „Nie znasz dnia ani godziny” – 3:40
2. „Słowo staje się czynem” – 2:58
3. „Mój Białystok II” (gościnnie: PRS, Mały DZB, Kriso, Szkodnik, Ziomek, Egon, Don Wu) – 4:53